# 1949年前的中文校歌列表
以下列出1949年前创作的中文校歌。

## 大学
| 所在地 | 校歌                         | 作者                           | 年份                | 使用状况 | 使用状况 | 备注                                                                                        |
| ------ | ---------------------------- | ------------------------------ | ------------------- | --- | -------- | ------------------------------------------------------------------------------------------- |
| 浙江   | 大不自多                     | 马一浮词 应尚能曲              | 1938年              | 浙江大学（1938-） | 现用     | 浙江大学校歌 - 老校歌搜集计划（页面存档备份，存于）                                         |
| 北京   | 清华校歌                     | 佚名词 K.E. 西莱曲             | 1917年              | 清华学校（1917-1923） | 弃用     | 清华大学校歌                                                                                |
| 北京   | 清华学校校歌                 | 汪鸞翔詞 張麗珍曲 趙元任編合唱 | 1923年 1930年编合唱 | 清华学校（1923-1928） 国立清华大学（1928-1949） 北京清华大学（1949-） 新竹清华大学（1955-）                                                                 | 现用     | 清华大学校歌 清华大学校歌 - 老校歌搜集计划（页面存档备份，存于）                            |
| 北京   | 北京高等师范学校校歌         | 章厥生词 冯亚雄曲              |                     | 北京高师 | 弃用     |                                                                                             |
| 北京   | 北京师范大学校校歌           | 范源廉词 冯孝思曲              |                     | 北京师范大学校 北京师范大学 | 弃用     |                                                                                             |
| 浙江   | 浙江省立第一师范学校校歌     | 夏丏尊词 李叔同曲              | 1914年              | 杭州高级中学（？-） 杭州师范大学（？-） | 现用     | 浙江省立第一师范学校校歌 浙江省立第一师范学校校歌 - 老校歌搜集计划（页面存档备份，存于）    |
| 江苏   | 复旦大学校歌                 | 刘大白词 J.W. 威尔姆斯曲       | 1925年              | 复旦大学（1925-1934） | 弃用     | 荷兰歌曲《尼德兰人的血脉》                                                                  |
| 上海   | 复旦大学校歌                 | 刘大白词 佚名曲                | 1934年              | 复旦大学（1934-1949） 上海复旦大学（2005-） 桃園市復旦高級中學（1958-）                                                                                     | 现用     | 复旦大学校歌 - 老校歌搜集计划（页面存档备份，存于）                                         |
| 天津   | 南开大学校歌                 | 佚名词 德国民歌《圣诞树》      | 1919年              | 南开大学（1919-） | 现用     | 南开大学校歌 南开大学校歌 - 老校歌搜集计划（页面存档备份，存于）                            |
| 天津   | 北洋大学校歌                 | 廖辅叔词 萧友梅曲              | 1935年              | 北洋大学（1935-1951） 天津大学（？-） | 现用     | 北洋大学校歌 - 老校歌搜集计划（页面存档备份，存于）                                         |
| 天津   | 耀华学校校歌                 | 佚名词曲                       | 1934年              | 耀华学校（1927-） | 现用     |                                                                                             |
| 天津   | 天津工商学院校歌             | 佚名词曲                       | 1937年              | 天津工商学院（1921-1952） | 弃用     |                                                                                             |
| 天津   | 天津工商学院校歌             | 佚名词曲                       | 1943年              | 天津工商学院（1921-1952） | 弃用     |                                                                                             |
| 江苏   | 南京高等师范学校校歌         | 江謙詞 李叔同曲                | 1915年              | 南京高等师范学校（1915-1923） 南京大学（2001-） | 现用     | 南京高等師範學校校歌 南京高等师范学校校歌 - 老校歌搜集计划（页面存档备份，存于）            |
| 江苏   | 江苏省立第一师范学校校歌     | 汪东詞 程懋筠曲                | 1911年              | 江苏省苏州中学（？-） | 现用     |                                                                                             |
| 广东   | 中山大学校歌                 | 邹鲁词 陈洪曲                  | 1924年              | 中山大学（1994-） 国立中山大学（1924-） | 现用     | 中山大学校歌 - 老校歌搜集计划（页面存档备份，存于） 有改動歌詞。                            |
| 浙江   | 温州师范学校校歌             | 王季思词 劉質平曲              | 1945年              | 温州大学（？-） | 现用     | 温州师范学校校歌 - 老校歌搜集计划（页面存档备份，存于）                                     |
| 福建   | 厦门大学校歌                 | 鄭貞文词 趙元任曲              | 1921年              | 厦门大学（1921-） 国立厦门大学 | 现用     | 厦门大学校歌 - 老校歌搜集计划（页面存档备份，存于）                                         |
| 江苏   | 大夏大学校歌                 | 林思进词 H.S. 汤普森曲         |                     | 大夏大学 | 弃用     | 美国歌曲《安妮·莱尔》                                                                       |
| 江苏   | 光华大学校歌                 | 童伯章词 楊蔭瀏曲              | 1925年              | 光华大学（1925-1930） | 弃用     | 光华大学校歌 - 老校歌搜集计划（页面存档备份，存于）                                         |
| 江苏   | 光华大学校歌                 | 童伯章词 谈修曲                | 1925年              | 光华大学（1925-1930） | 弃用     |                                                                                             |
| 上海   | 光华歌                       | 朱经农词 《焰口调》            | 1930年              | 光华大学（1930-？） | 弃用     | 光华歌 - 老校歌搜集计划（页面存档备份，存于）                                               |
| 河北   | 交通大学唐山土木工程学院院歌 | 吴稚晖词 佚名曲                | 1930年              | 交通大学唐山土木工程学院（1930-1931） 交通大学唐山工程学院（1931-1942） 国立交通大学贵州分校（1942-1946） 国立唐山工学院（1946-1949） 西南交通大学（2011-） | 现用     | 交通大学唐山土木工程学院院歌 - 老校歌搜集计划（页面存档备份，存于）                         |
| 江苏   | 沪江大学校歌                 | 佚名词 S.A. 沃德曲             | 1923年              | 沪江大学（1923-？） 臺北市滬江高級中學（1958-） | 现用     | 美国歌曲《美丽的阿美利加》 沪江大学校歌 - 老校歌搜集计划（页面存档备份，存于） 有改動歌詞。 |
| 上海   | 国立同济大学校歌             | 易韋齋词 萧友梅曲              | 1927年              | 同济大学（1927-？） | 弃用     | 國立同濟大學校歌 国立同济大学校歌 - 老校歌搜集计划（页面存档备份，存于）                    |
| 江苏   | 国立中央大学校歌             | 汪东词 程懋筠曲 钱万选编曲     | 1947年              | 国立中央大学（1962年起） | 现用     | 中央大学校歌 - 老校歌搜集计划（页面存档备份，存于）                                         |
| 江西   | 国立中正大学校歌             | 王易词 程懋筠曲                | 1940年              | 国立中正大学（1940-1949） | 弃用     | 國立中正大學校歌                                                                            |
| 上海   | 国立上海医学院院歌           | 黄炎培词 徐希一曲              |                     | 复旦大学上海医学院 | 现用     |                                                                                             |
| 湖北   | 国立武昌高等师范学校校歌     | 佚名词 H.S. 汤普森曲           |                     | 国立武昌高师 | 弃用     | 美国歌曲《安妮·莱尔》                                                                       |
| 湖北   | 国立武汉大学校歌             | 佚名词曲                       |                     | 国立武汉大学 | 弃用     |                                                                                             |
| 上海   | 上海美术专科学校校歌         | 蔡元培词 宋寿昌、麋鹿萍曲      |                     | 上海美专 南京艺术学院 | 现用     |                                                                                             |
| 四川   | 华西协和大学校校歌           | 林思进词 H.S. 汤普森曲         |                     | 华西协和大学校 华西协和大学（1933-） | 弃用     | 美国歌曲《安妮·莱尔》                                                                       |
| 四川   | 华西协和大学校校歌           | 刘豫波词 F.W. 库肯曲           | 1927年              | 华西协和大学校 华西协和大学（1933-） | 弃用     |                                                                                             |
| 四川   | 国立四川大学校歌             | 萧公权词曲                     |                     | 国立四川大学 | 弃用     |                                                                                             |
| 湖南   | 省立湖南大学校歌             | 胡庶华词 萧友梅曲              | 1933年              | 省立湖南大学 湖南大学 | 现用     |                                                                                             |
| 安徽   | 安徽大学校歌                 | 程演生词 萧友梅曲              | 1933                | 省立安徽大学 安徽大学 安徽师范大学 | 现用     |                                                                                             |
| 江苏   | 圣约翰大学校歌               | 佚名词 F. 弗莱明曲             |                     | 圣约翰大学 | 弃用     | 德国歌曲《Integer Vitae》                                                                   |
| 山东   | 齐鲁大学校歌                 | 佚名词 H.S. 汤普森曲           |                     | 齐鲁大学 | 弃用     | 美国歌曲《安妮·莱尔》                                                                       |
| 云南   | 国立云南大学校歌             | 熊庆来词 赵元任曲              | 1938年              | 国立云南大学 云南大学 | 现用     |                                                                                             |
| 辽宁   | 国立东北大学校歌             | 刘半农词 赵元任曲              |                     | 国立东北大学 | 弃用     |                                                                                             |
| 辽宁   | 国立东北大学校歌             | 刘半农词 阎述诗曲              |                     | 国立东北大学 | 弃用     |                                                                                             |
| 北京   | 国立北京大学校校歌           | 汤尔和词 老志诚曲              |                     | 国立北京大学校 | 弃用     |                                                                                             |
| 广东   | 岭南学校校歌                 | 陈辑五词 H.S. 汤普森曲         |                     | 岭南学校 岭南大学 香港岭南大学 | 现用     | 美国歌曲《安妮·莱尔》                                                                       |
| 江苏   | 国立音乐院院歌               | 易韦斋词 萧友梅曲              |                     | 国立音乐院 国立音专 上海音乐学院 | 现用     |                                                                                             |
| 福建   | 福建协和大学校歌             | 吴锺麟词 陈锡恩曲              |                     | 福建协和大学 | 弃用     |                                                                                             |
| 江苏   | 东亚体育学校校歌             | 佚名词曲                       |                     | 东亚体育学校 东亚体育专科学校 | 弃用     |                                                                                             |
| 四川   | 国立成都大学校歌             | 张澜作詞 佚名曲                | 1926年              | 国立成都大学 四川大学 | 现用     |                                                                                             |
| 四川   | 省立重庆大学校歌             | 胡庶华词 许可经曲              | 1936年              | 省立重庆大学 重庆大学 | 现用     |                                                                                             |
| 江苏   | 金陵大学                     | 胡小石词 H.S. 汤普森曲         |                     | 南京市金陵中学 | 现用     | 美国歌曲《安妮·莱尔》 有改動歌詞。                                                          |
| 江苏   | 大同大学校歌                 | 佚名词 贝多芬曲                |                     | 大同大学 | 弃用     |                                                                                             |
| 广东   | 广州大学校歌                 | 广州大学校歌委员会词 伍伯就曲  |                     | 广州大学 | 弃用     |                                                                                             |
| 广东   | 广州大学校校歌               | 冯愿词 冯碧峰曲                |                     | 广州大学校 | 弃用     |                                                                                             |
| 湖北   | 华中大学校歌                 | 佚名词曲                       |                     | 华中大学 | 弃用     |                                                                                             |
| 广东   | 国民大学校歌                 | 佚名词 P. 菲尔曲               |                     | 国民大学 | 弃用     | 美国歌曲《哥伦比亚万岁》                                                                    |
| 北京   | 国立北京师范学院院歌         | 锺沛词 江文也曲                |                     | 国立北京师范学院 | 弃用     |                                                                                             |
| 福建   | 省立音乐专科学校校歌         | 陈仪词 蔡继琨曲                |                     | 省立音专 | 弃用     |                                                                                             |
| 湖北   | 武昌艺术专科学校校歌         | 闻一多作词 冯涤尘改词 陈田鹤曲 | 1930s               | 武昌艺专 湖北美术学院 | 现用     |                                                                                             |
| 湖南   | 国立师范学院院歌             | 钱基博词 张子瑜曲              | 1938年              | 国立师范学院（1938） | 弃用     |                                                                                             |
| 湖南   | 国立师范学院院歌             | 廖世承词 唐学咏曲              | 1938年              | 国立师范学院（1938-1949） 国立师院附属中学（1940-1950） 国立师院子弟小学（1940-？）                                                                         | 弃用     |                                                                                             |
| 福建   | 集美学校校歌                 | 佚名词曲                       |                     | 集美学校 | 现用     | 有改動歌詞。                                                                                |
| 北京   | 中国大学校歌                 | 沈彭年词 徐世琛曲 萧友梅编校   |                     | 中国大学 | 弃用     |                                                                                             |
| 广西   | 国立广西大学校歌             | 马君武词 汤继民曲              |                     | 国立广西大学 | 弃用     |                                                                                             |
| 浙江   | 美哉之江                     | 顾敦鍒词 H.H. 格弗瑞曲         |                     | 之江大学 | 弃用     | 加拿大歌曲《Pride of the North》                                                            |
| 台湾   | 国立台湾师范大学校歌         | 李季谷词 萧而化曲              | 1948年              | 国立台湾师范大学（1948-） | 现用     |                                                                                             |
| 福建   | 省立农学院院歌               | 郑心南词 萧而化曲              | 1940年              | 福建省立农学院（1940-1951） | 弃用     |                                                                                             |
| 廣東   | 省立教育學院院歌             | 佚名词 吳伯超曲                |                     | 廣東省立教院 | 弃用     |                                                                                             |
| 貴州   | 國立貴州大學校歌             | 張廷休词 費培傑曲 世沆和聲     |                     | 國立貴州大學 | 弃用     |                                                                                             |
| 貴州   | 國立貴州大學校歌             | 柳貽徵词 洪波曲                |                     | 國立貴州大學 | 弃用     |                                                                                             |

## 中学
| 所在地 | 校歌                                  | 作者                                  | 年份   | 使用状况 | 使用状况 | 备注                                                             |
| ------ | ------------------------------------- | ------------------------------------- | ------ | --- | -------- | ---------------------------------------------------------------- |
| 广东   | 培正校歌                              | 李竹侯词 J.W. 威尔姆斯曲 何安东配和声 |        | 广州培正中学 香港培正中学 澳门培正中学 香港培正小学                                                                                        | 现用     | 荷兰歌曲《尼德兰人的血脉》                                       |
| 广东   | 执信校歌                              | 汪季新词 萧友梅曲                     | 1920s  | 执信学校 | 弃用     |                                                                  |
| 广东   | 培道校歌                              | 佚名词曲                              |        | 广州培道女子中学 香港培道女子中学 澳门培道中学                                                                                             | 现用     |                                                                  |
| 广东   | 培英校歌                              | 佚名词曲                              |        | 培英书院（？-1926） 广州培英中学（1926-） 西关培英中学（1927-） 广州培英中学香港分校（1937-1951） 香港培英中學（1951-）                    | 现用     | 培英中學校歌 培英中學校歌 - 老校歌搜集计划（页面存档备份，存于） |
| 广东   | 華英中學校歌                          | 佚名词曲                              | 1913年 | 佛山华英学校（1913-1945） 佛山华英女子中学（1923-1941） 佛山华英中学（1945-） 香港華英中學（1971-） 香港基督教循道卫理联合教会所属部分学校 | 现用     | 華英中學校歌                                                     |
| 广西   | 桂林中山中学校歌                      | 邱昌渭词 吴伯超、满谦子曲             | 1937年 | 桂林市中山中学（1937-） | 现用     | 桂林市中山中学校歌                                               |
| 新加坡 | 新加坡中正中学校歌                    | 庄右铭词 施育艺曲                     | 1948年 | 中正中学（总校）（1948-） 中正中学（义顺）（1948-）                                                                                        | 现用     | 新加坡中正中学校歌                                               |
| 天津   | 天津南开中学校歌 天津第二南开中学校歌 | 佚名词 德国民歌《圣诞树》             | 1919年 | 天津南开中学 天津第二南开中学 | 现用     | 南开大学校歌 南开大学校歌 - 老校歌搜集计划（页面存档备份，存于） |
| 重庆   | 重庆南开中学校歌                      | 佚名词 德国民歌《圣诞树》             | 1937年 | 重庆南开中学 | 现用     | 南开大学校歌                                                     |
| 浙江   | 效实中学校歌                          | 魏友枋词 P. 菲尔曲                    |        | 宁波效实中学 | 现用     | 美国歌曲《哥伦比亚万岁》                                         |
| 新加坡 | 南洋华侨中学校歌                      | 邵庆元词 H.S. 汤普森曲                |        | 新加坡华侨中学 | 现用     | 美国歌曲《安妮·莱尔》                                            |
| 江苏   | 省立上海中学校歌                      | 任中敏词 程懋筠曲                     |        | 省立上中 上海中学 | 现用     | 有改動歌詞。                                                     |
| 北京   | 艺文中学校校歌                        | 佚名词 赵元任曲                       | 1920s  | 艺文中学校 | 弃用     |                                                                  |
| 北京   | 辅仁大学附属中学校歌                  | 戴明扬词 卢华民曲                     |        | 辅仁大学附中 | 弃用     |                                                                  |
| 福建   | 永春初级中学校歌                      | 何適词 洪震宇曲                       | 1930s  | 省立永春初级中学（1930-1942） 省立永春中学（1942-1951） 福建省永春第一中学（1951-）                                                        | 现用     |                                                                  |
| 江苏   | 中西女子中学校歌                      | 佚名词 C. 查普曼曲                    |        | 中西女中 上海市第三女子中学 | 现用     |                                                                  |
| 江苏   | 圣玛丽亚女子中学                      | 佚名词 H.S. 汤普森曲                  |        | 玛丽亚女校 上海市第三女子中学 | 现用     | 美国歌曲《安妮·莱尔》                                            |
| 江苏   | 光启中学校歌                          | 吴应枫词 朱希圣曲                     | 1936年 | 松江光启中学 | 弃用     |                                                                  |
| 浙江   | 萧山县立战时初中补习学校校歌          | 锺伯庸词 叶绍骥曲                     | 1943年 | 萧山战中（1943-1946） 萧山县立初级中学（1946-1956） 萧山中学（1956-2008）                                                                  | 弃用     |                                                                  |
| 上海   | 徐汇中学校歌                          | 佚名词曲                              | 1947年 | 徐汇中学 | 现用     | 有改動歌詞。                                                     |
| 江苏   | 斯盛学校校歌                          | 黄炎培词 黄自曲                       |        | 上海斯盛中学 | 弃用     |                                                                  |
| 湖南   | 育才学校校歌                          | 佚名词曲                              |        | 育才学校 | 弃用     |                                                                  |
| 福建   | 双十中学校歌                          | 贺仙舫词 佚名曲                       |        | 厦门双十中学 | 现用     |                                                                  |
| 湖南   | 省立第十五中学校歌                    | 黄季顺词 郑海音曲                     |        | 湖南省立十五中（1946-1952） | 弃用     |                                                                  |
| 江蘇   | 省立第八中學校校歌                    | 任訥填词 冯亚雄曲                     | 1920s  | 省立第八中學校(1922-1927) | 弃用     | 北京高師校歌曲                                                   |
| 福建   | 省立福州中學校歌                      | 管雄詞 饒士斌曲                       | 1938年 | 省立福州中學（??-1939) 福州第一中學（2004-）                                                                                               | 现用     |                                                                  |
| 福建   | 省立福州初級中學校歌                  | 潘秋峰詞 武奮先曲 陳笑石和聲          |        | 省立福州初級中學（1939-1945） | 弃用     |                                                                  |
| 福建   | 省立莆田中學校歌                      | 佚名詞曲                              |        | 省立莆田初級中學 | 弃用     |                                                                  |
| 福建   | 省立廈門中學校歌                      | 謝冰瑩詞 林一平選曲                   |        | 省立廈門中學 | 弃用     |                                                                  |
| 陕西   | 陕西省立中山中学校校歌                | 赵绍西词 佟席珍曲                     | 1933年 | 陕西省立中山中学校（1933-1934） 陕西省立西安第二初级中学校（1934-1940） 陕西省立西安第二中学（1934-1940）                                  | 弃用     | [ 21 ]                                                           |

## 小学
| 所在地 | 校歌           | 作者              | 年份   | 使用状况       | 使用状况 | 备注 |
| ------ | -------------- | ----------------- | ------ | -------------- | -------- | ---- |
| 江苏   | 逸仙桥小学校歌 | 吴研因词 赵元任曲 | 1936年 | 南京逸仙桥小学 | 弃用     |      |
|        | 广明小学校校歌 | 陶行知词 赵元任曲 | 1934年 | 广明小学校     | 弃用     |      |

## 军事院校
| 所在地 | 校歌             | 作者              | 年份   | 使用状况 | 使用状况 | 备注 |
| ------ | ---------------- | ----------------- | ------ | --- | -------- | ---- |
| 广东   | 陆军军官学校校歌 | 陈祖康词 林庆培曲 | 1927年 | 中央军事政治学校（1927-1928） 中央陆军军官学校（1928-1949） 中央陆军军官学校（1950-）                                               | 现用     |      |
| 江苏   | 中国空军歌       | 刘雪庵词曲        | 1927年 | 中央航空学校（1932-1938） 空军军官学校（1938-）                                                                                     | 现用     |      |
| 浙江   | 空军防空学校校歌 | 蒋中正词 赵元任曲 |        | 空军防空学校（1934-1946） 空军防空学校（？-1984）                                                                                   | 弃用     |      |
| 江西   | 空军机械学校校歌 | 杨泓词 吴伯超曲   |        | 中央航空机械学校（1933-1938） 空军机械学校（1928-1950） 空军机械学校（1949-1996）                                                   | 弃用     |      |
| 浙江   | 空军通信学校校歌 | 杜敬伦词 谈修曲   |        | 中央航空學校附設通信人員訓練班（1937-1941） 空军通信人员训练班（1941-1944） 空军通信学校（1944-1957） 空军通信电子学校（1957-1996） | 弃用     |      |
| 四川   | 空军幼年学校校歌 | 蒋中正词 张锦鸿曲 |        | 空军幼年学校（1939-1945） 空军幼年学校（1958-1978）                                                                                 | 弃用     |      |
| 中国   | 空军子弟学校校歌 | 简樸词 濮望云曲   |        | 空军各子弟学校（？-1948） 空军各子弟学校（1949-1967）                                                                               | 弃用     |      |
|        | 空军军士学校校歌 | 许建吾词 王云阶曲 |        | 空军军士学校（1938-1948） | 弃用     |      |
| 陕西   | 抗日军政大学校歌 | 凯丰词 吕骥曲     | 1937年 | 中国人民抗日军事政治大学（1937-1945） 中国人民解放军国防大学（1989-）                                                               | 现用     |      |

## 扩展阅读
- 老校歌搜集计划（页面存档备份，存于），搜集暂无法刊登在维基文库的1949年前创作中文校歌。